# Зимелидин
Зимелидин — антидепрессант, селективный ингибитор обратного захвата серотонина. В настоящее время снят с производства.

## История
Зимелидин разработан в конце 1970-х — начале 1980-х Арвидом Карлссоном, который работал в это время в шведской фармацевтической компании AstraZeneca.
Антидепрессант был обнаружен после поиска лекарств со структурой, схожей с бромфенирамином, антигистаминным средством семейства пропиламинов (алкиламинов). Впервые зимелидин попал на рынок в 1982 году.
Зимелидин был запрещён по всему миру из-за серьёзных, иногда с летальным исходом случаев центральной и/или периферической невропатии, известной как синдром Гийена — Барре, а также из-за своеобразной реакции гиперчувствительности с участием многих органов, включая патологические высыпания на коже: экзантему, гриппоподобные симптомы, артралгию, иногда эозинофилию. Кроме того, приём зимелидина связывали со случаями повышения суицидальных мыслей и/или попыток у пациентов с депрессией. После запрета данный препарат был заменён флувоксамином, флуоксетином и другими СИОЗС.

## Механизм действия
Механизм действия зимелидина заключается в сильном ингибировании обратного захвата серотонина из синаптической щели.

## Медицинское использование
Как сообщили Монплезир и Годбу, зимелидин также эффективно использовался при лечении катаплексии в 1986 году. Зимелидин был способен улучшать состояние при катаплексии без вызывания сонливости в дневное время.

## Побочные эффекты
Возможные побочные эффекты:
- сухость во рту, сухость глотки и носовых мембран
- повышенная потливость (гипергидроз)
- головокружение
- тошнота

## Совместимость с другими препаратами
При употреблении одновременно с ингибиторами МАО возможно возникновение серотонинового синдрома, что может привести к летальному исходу.

## Дозировка
Ранее использовалось 200—400 мг в день для амбулаторных пациентов и 600 мг при приёме препарата в стационарных условиях.